# محكمة الملخص البريطانية
محكمة الملخص البريطانية كانت محكمة تم إنشاؤها بموجب معاهدة فرساي التي جلست كجزء من لجنة راينلاند العليا المشتركة بين الحلفاء للإشراف على احتلال راينلاند. استمرت عشر سنوات، من عام 1919 إلى عام 1929.

## التاريخ
تم إنشاء المحكمة بموجب معاهدة فرساي في 28 يونيو 1919، والتي أنشأت لجنة راينلاند العليا المشتركة بين الحلفاء من أجل الإشراف على الأراضي المحتلة و«ضمان، بأية وسيلة، أمن وتلبية جميع احتياجات جيوش الاحتلال». شمل ذلك القدرة على وضع قوانين ومراسيم محدودة، وكانت هناك حاجة إلى محكمة لتطبيقها. ومن عام 1919 إلى عام 1925، جلست المحكمة في كولونيا، وجلست في فيسبادن من عام 1926 حتى انسحاب القوات البريطانية في عام 1929.
تم إنشاء المحكمة مثل محكمة الصلح، مع محامي يرأس منصب قاض ومحام آخر يعمل كمدع دائم. سيحتل القاضي رتبة عسكرية مؤقتة، وعادة ما يكون بمثابة صاحب القرار الوحيد لكل من الوقائع والعقوبة؛ إذا كانت العقوبة المحتملة أكثر من عامين، فإن ما يصل إلى خمسة ضباط آخرين سيجلسون أيضًا كقضاة. يمكن تمثيل المتهم من قبل أي مستشار قانوني، بريطاني أو ألماني، ويمكن للمحكمة أن تعمل باللغتين الإنجليزية والألمانية. استمعت المحكمة إلى 4295 قضية بين عامي 1919 و1925، مع عقوبات محتملة على جرائم بسيطة بما في ذلك غرامات وأحكام بالسجن تتراوح بين سبعة وأربعة عشر يومًا، وعادة ما يتم خدمتها في سجن ألماني عادي. كانت معظم الحالات تتعلق بحيازة أسلحة بشكل غير قانوني، والابتعاد عن الممتلكات البريطانية، واحتلال عربات في قطارات مخصصة للضباط البريطانيين، والقيادة المتهورة، وحيازة ممتلكات الحكومة البريطانية. حضر المحاكم عدد كبير من المدنيين الألمان، كما حضر المحامون الألمان لإجراء دراسة حول الإجراءات القانونية البريطانية.

## سنوات فيسبادن
كان الرائد هـ. غيتهاوس المحامي الرئيس خلال الفترة بين 1926 و1929. عالجت المحكمة 595 قضية. لقد حكمت في 54 منها بالبراءة. كانت معظم القضايا اتهامات ضد النساء فيما يتعلق بانتهاك أوامر الترحيل التي أصدرتها المفوضية العليا. لم تتجاوز الأحكام السجن 9 أشهر، وهي عقوبة نفّذت في سجن ألماني.

## قائمة المراجع
- Carsten، F.L. (1944). "The British Summary Court at Wiesbaden, 1926-1929". Modern Law Review. Blackwell Publishing. ج. 7 ع. 4: 215–220. DOI:10.1111/j.1468-2230.1944.tb00986.x. ISSN:0026-7961.
- Edmonds، James (1987). The Occupation of the Rhineland, 1918-1929. HMSO. ISBN:0-11-290454-8.
- Pawley، Margaret (2008). The watch on the Rhine: the military occupation of the Rhineland, 1918-1930. I.B.Tauris. ISBN:978-1-84511-457-2.